# Болгар (сорт грозде)
Вижте пояснителната страница за други значения на Болгар.
Болга̀р е вид десертен сорт грозде, той е най-ценният десертен сорт грозде в България, гроздето на който се използва главно за прясна консумация. Има произход от Мала Азия. Широко разпространен в България, Гърция, Турция, Италия, Испания и Австралия.
Познат е още с имената: Карабурну, Афуз Али, Датие де Бейрут, Болгар, Алепо, Розаки, Розакия, Розети, Реджина и др.
Най-добре плододават лозите, които се отглеждат на дълбоки, свежи, хумусно-карбонатни черноземи на льосова основа, канелено-горски и алувиално-наносни почви.
Нападат се от гъбни болести, неприятели и не са устойчиви на ниски зимни температури. При неблагоприятни климатични условия по време на цъфтежа се появяват милерандаж и клейстогамия.
Отличава се с големи до много големи конични, крилати, полусбити до рехави гроздове. Зърната на този сорт грозде са много големи, продълговато-цилиндрични, понякога яйцевидни, хрупкави, с хармоничен вкус. Кожицата е дебела, здрава, но не е жилава, кехлибареножълта, понякога с ръждиви петна по огряваната от слънцето страна.
Опитите, проведени в България, показват, че под влияние на вегетационните поливки добивът от сорта Болгар се увеличава с 24 – 200 процента.